# Тризанна
Триза́нна (нем. Trisanna, [triˈzana]) — река на западе Австрии, течёт по территории округа Ландекк в федеральной земле Тироль. Правая составляющая реки Занна, которую образует, сливаясь с рекой Розанна на высоте 870 м над уровнем моря.
Длина реки составляет 31,1 км. Площадь водосборного бассейна равняется 409,1 км². Ледники занимают 11,05 км² от территории водосборного бассейна.
Тризанна начинается от слияния водотоков Фермунтбах и Ямбах на высоте 1564 м над уровнем моря в центральной части территории общины Гальтюр.